# Valeriana convallarioides
Valeriana convallarioides är en kaprifolväxtart som först beskrevs av Schmale, och fick sitt nu gällande namn av B.B. Larsen. Valeriana convallarioides ingår i släktet vänderötter, och familjen kaprifolväxter. Inga underarter finns listade i Catalogue of Life.